# Triclocarban
Triclocarban (INN) of 3,4,4'-trichloorcarbanilide is een chemische stof met bacterie- en schimmeldodende werking. Ze wordt gebruikt in antibacteriële zeep, en als conserveermiddel in andere reinigingsmiddelen voor huishoudelijk gebruik en cosmetica.

## Synthese
Triclocarban wordt gevormd door de reactie van 3,4-dichlooraniline en 4-chloorfenylisocyanaat.

## Regelgeving
In de Europese Unie mag triclocarban vanaf 25 oktober 2009 niet meer gebruikt worden als biocide in de productklassen 1 (biociden voor menselijke hygiëne), 2 (desinfecterende middelen voor privégebruik en voor de openbare gezondheidszorg) en 4 (ontsmettingsmiddelen voor gebruik in de sector voeding en diervoeders).